# Вестбрук (Нідерланди)
Вестбрук (нід. Westbroek) — село в нідерландській провінції Утрехт. Входить до муніципалітету Де-Білт.
Його площа становить 12,37 км², а населення станом на 2021 рік складало 1 165 осіб.
До 1957 року мало статус окремого муніципалітету.

## Галерея

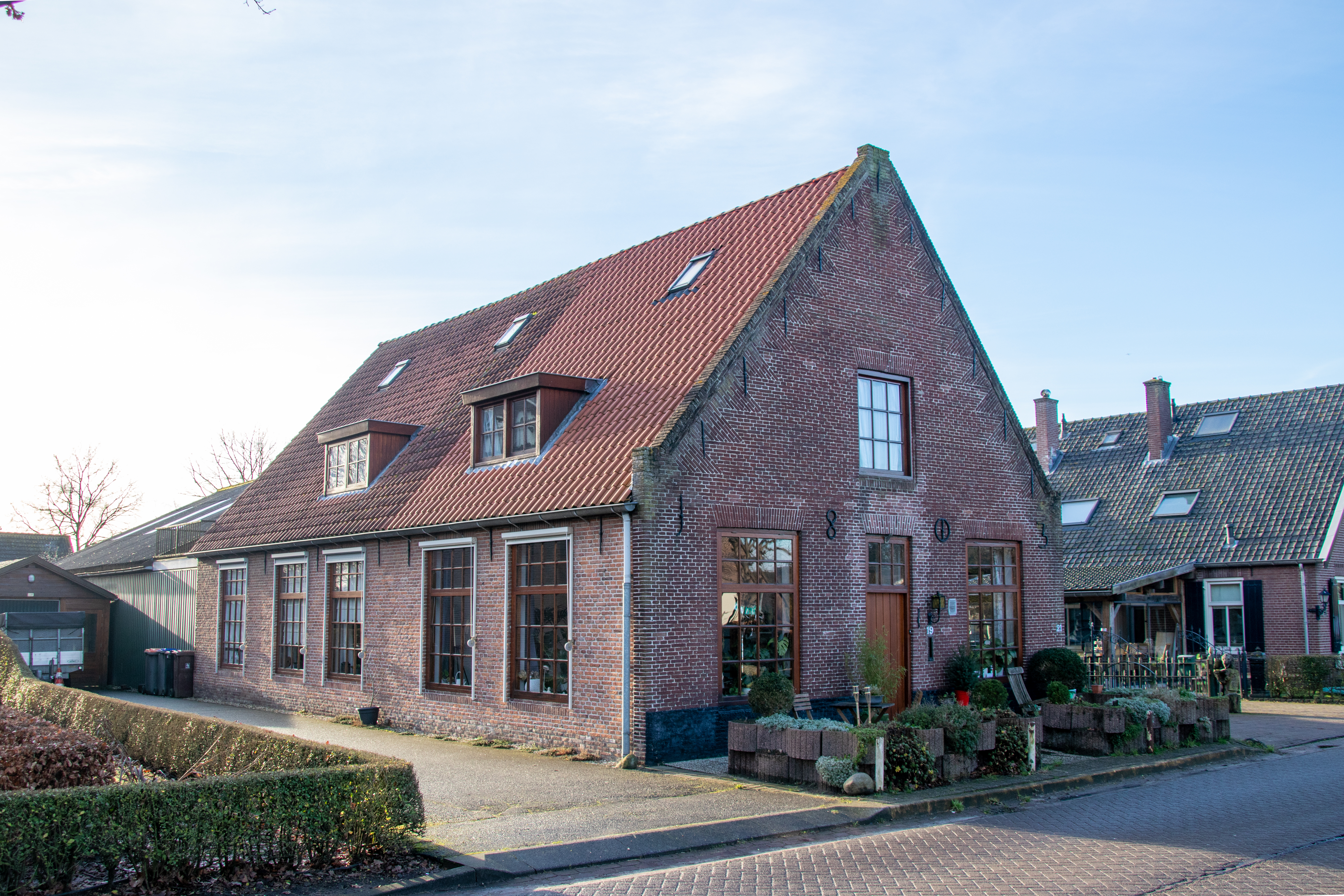
Сільський будинок
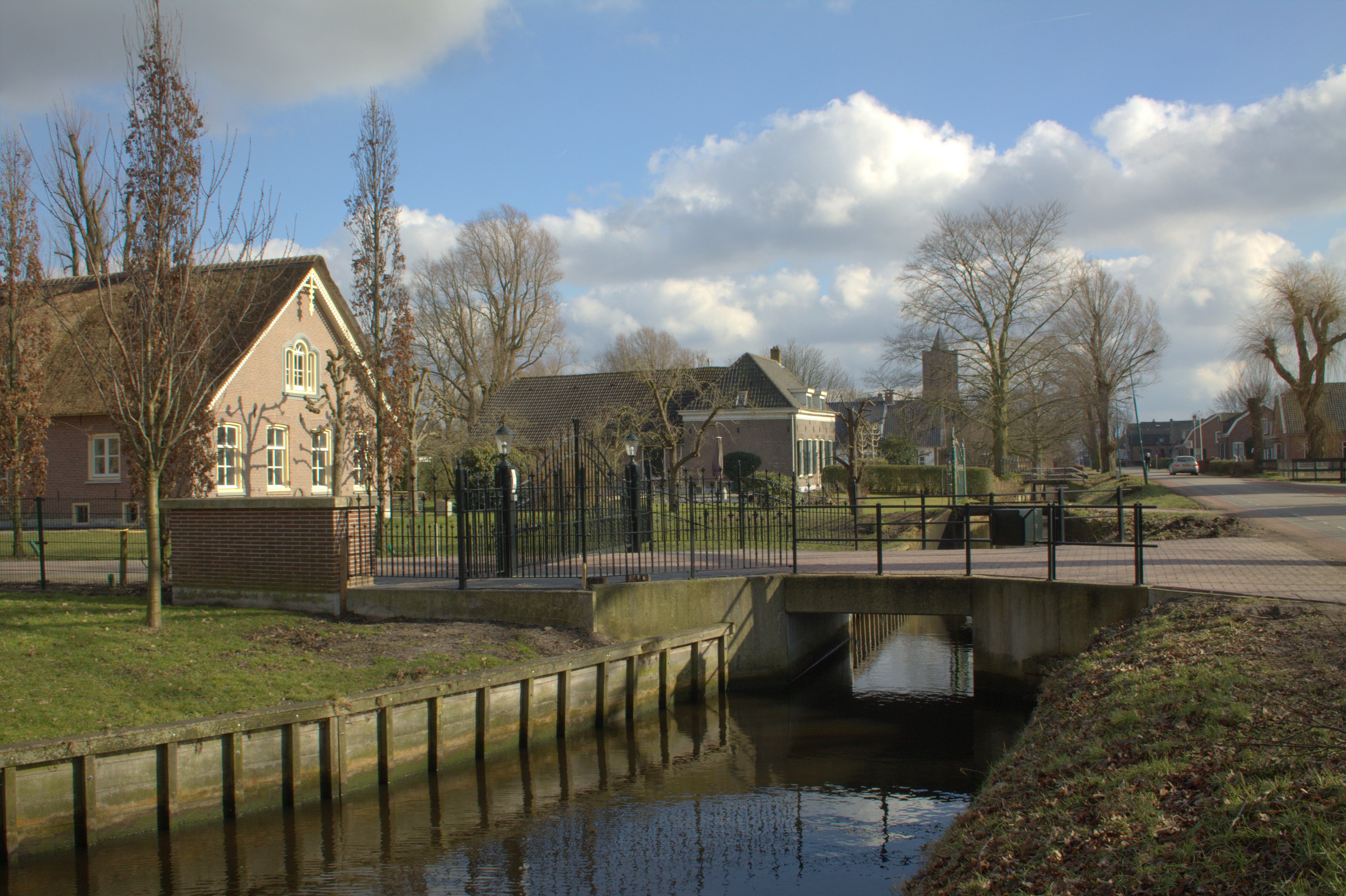
Вид на канал
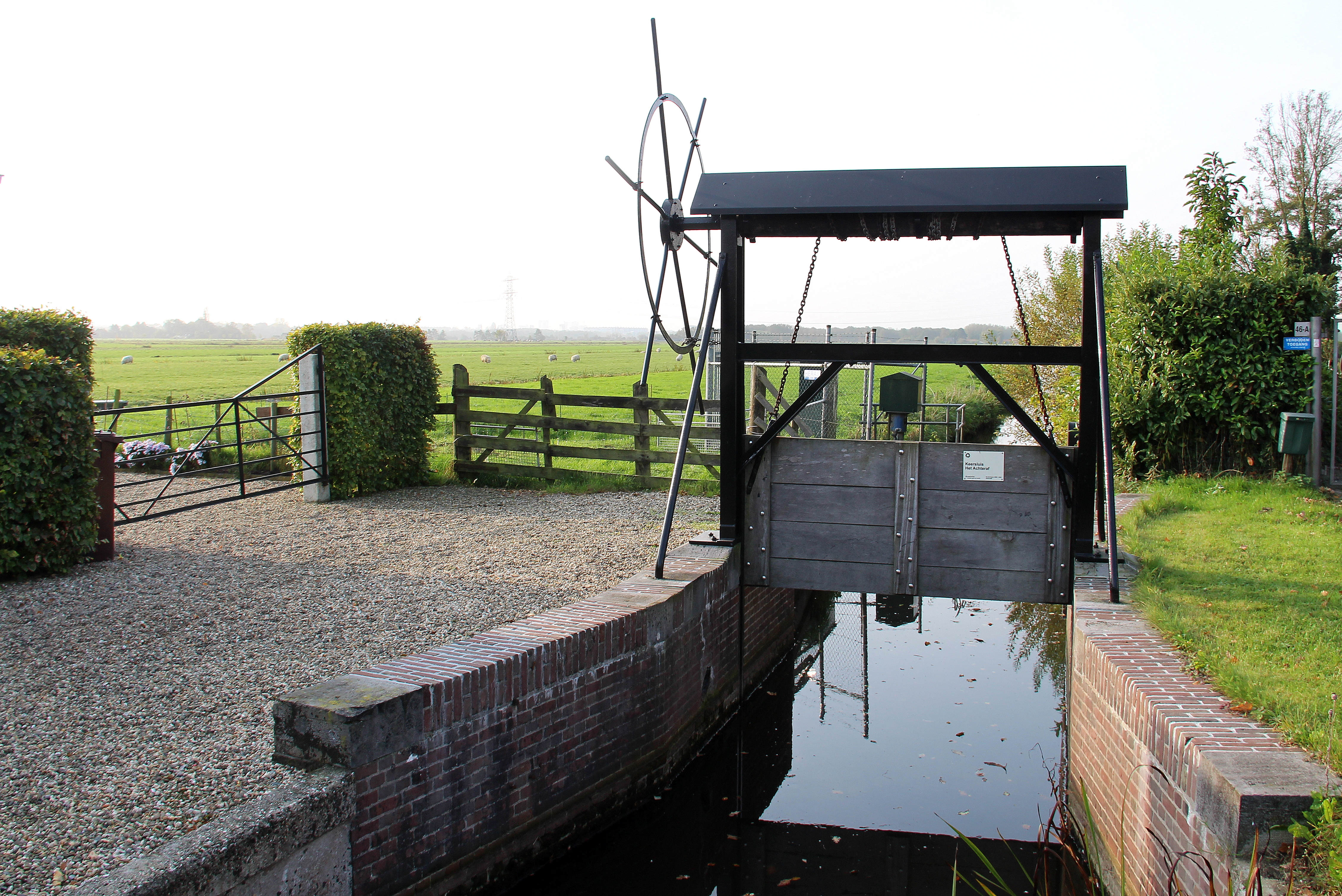
Шлюз на каналі
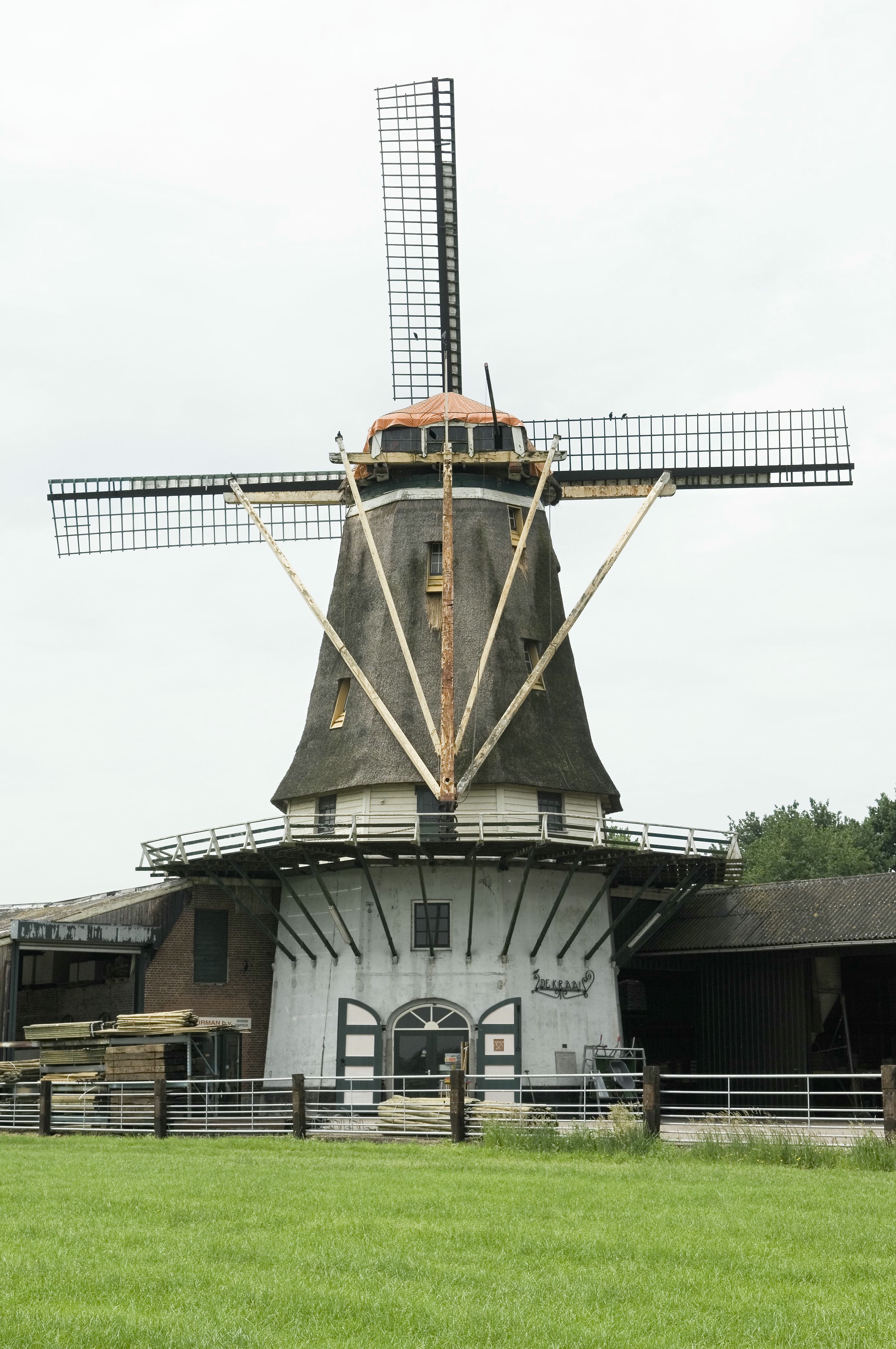
Вітряк De Kraai